# Wadi al-Chati
Wadi ach Chatii (en arabe : وادي الشاطئ) est une des 22 chabiyat de Libye. 
Sa capitale est Adri.